# Oedothorax nazareti
Oedothorax nazareti är en spindelart som beskrevs av Nikolaj Scharff 1989. Oedothorax nazareti ingår i släktet Oedothorax och familjen täckvävarspindlar.
Artens utbredningsområde är Etiopien. Inga underarter finns listade i Catalogue of Life.